# بلندچغیر
بلندچغیر (به ازبکی: Balandchakir) یک منطقهٔ مسکونی در ازبکستان است که در شهرستان ینگی‌آباد واقع شده‌است. بلندچغیر ۵٬۱۱۰ نفر جمعیت دارد.